# Droga magistralna A9 (Litwa)
Droga magistralna A9 (lit. Magistralinis kelias A9) – litewska droga magistralna, łącząca Poniewież ze stolicą okręgu szawelskiego – Szawlem. Na całej długości jest to droga jednojezdniowa, jednopasmowa. Droga pokrywa się z trasą europejską E272 i na krótkim odcinku koło Poniewieża z drogą E67. Droga od węzła z drogą do Kutiškiai do węzła z drogą na Kajry jest drogą ekspresową.

## Miejscowości znajdujące się przy autostradzie A9
- Poniewież
- Szadów
- Radziwiliszki
- Szawle